# Thyridanthrax
Thyridanthrax är ett släkte av tvåvingar. Thyridanthrax ingår i familjen svävflugor.

## Dottertaxa tillThyridanthrax, i alfabetisk ordning[1][2]
- Thyridanthrax absalon
- Thyridanthrax alphonsi
- Thyridanthrax andrewsi
- Thyridanthrax anomala
- Thyridanthrax anomalus
- Thyridanthrax calochromatus
- Thyridanthrax compactus
- Thyridanthrax dagniensis
- Thyridanthrax decipulus
- Thyridanthrax delgerensis
- Thyridanthrax dolgovskayae
- Thyridanthrax durvillei
- Thyridanthrax elegans
- Thyridanthrax fenestratoides
- Thyridanthrax fenestratus
- Thyridanthrax graecus
- Thyridanthrax griseolus
- Thyridanthrax heliocheili
- Thyridanthrax idolus
- Thyridanthrax incanus
- Thyridanthrax incipiens
- Thyridanthrax indigenus
- Thyridanthrax insularis
- Thyridanthrax kappa
- Thyridanthrax keiseri
- Thyridanthrax kolokotronis
- Thyridanthrax kozlovi
- Thyridanthrax kushkaensis
- Thyridanthrax laetus
- Thyridanthrax lotus
- Thyridanthrax loustaui
- Thyridanthrax luminis
- Thyridanthrax luminus
- Thyridanthrax macquarti
- Thyridanthrax melanoptera
- Thyridanthrax meridionalis
- Thyridanthrax michaili
- Thyridanthrax minuta
- Thyridanthrax murinus
- Thyridanthrax mutilus
- Thyridanthrax nebulosus
- Thyridanthrax nugator
- Thyridanthrax obliteratus
- Thyridanthrax pallidus
- Thyridanthrax perspicillaris
- Thyridanthrax pertusus
- Thyridanthrax polyphemus
- Thyridanthrax reductus
- Thyridanthrax resculus
- Thyridanthrax rohdendorfi
- Thyridanthrax rotundifacies
- Thyridanthrax rubriventris
- Thyridanthrax selene
- Thyridanthrax semitristis
- Thyridanthrax senegalensis
- Thyridanthrax shibanovae
- Thyridanthrax sini
- Thyridanthrax subperspicallaris
- Thyridanthrax svenhedini
- Thyridanthrax utahensis
- Thyridanthrax venustulus
- Thyridanthrax vitripennis
- Thyridanthrax zefatica